# Commercial Union Assurance Grand Prix 1976
Il Commercial Union Assurance Grand Prix 1976 fu una serie di tornei maschili di tennis, che includeva i quattro tornei del Grande Slam e tutti gli altri tornei del Grand Prix. Non erano invece inclusi i tornei del circuito WCT. Iniziò il 26 dicembre 1975 con l'Australian Open e si concluse il 12 dicembre con la finale del Masters.

## Calendario
Legenda
| TC (Triple Crown)                         |
| Grand Prix Masters                        |
| Five-star                                 |
| Four-star                                 |
| Three-star                                |
| Two-star                                  |
| One-star                                  |
| Torneo indipendente riconosciuto dall'ATP |
| Evento a squadre                          |

### Dicembre 1975
| Settimana        | Torneo                                                                                 | Vincitore                         | Finalista               | Semifinalisti            | Eliminati ai quarti                           |
| ---------------- | -------------------------------------------------------------------------------------- | --------------------------------- | ----------------------- | ------------------------ | --------------------------------------------- |
| 26 dicembre 1975 | Australian Open 1976 Melbourne, Australia 75 000 $ – Erba – 64S/32D Singolare - Doppio | Mark Edmondson 6–7, 6–3, 7–6, 6–1 | John Newcombe           | Ken Rosewall Ray Ruffels | Brad Drewett Dick Crealy Tony Roche Ross Case |
| 26 dicembre 1975 | Australian Open 1976 Melbourne, Australia 75 000 $ – Erba – 64S/32D Singolare - Doppio | John Newcombe Tony Roche 7–6, 6–4 | Ross Case Geoff Masters | Ken Rosewall Ray Ruffels | Brad Drewett Dick Crealy Tony Roche Ross Case |

### Gennaio
| Settimana  | Torneo                                                                                     | Vincitore                              | Finalista                   | Semifinalisti                  | Eliminati ai quarti                                    |
| ---------- | ------------------------------------------------------------------------------------------ | -------------------------------------- | --------------------------- | ------------------------------ | ------------------------------------------------------ |
| 5 gennaio  | Benson & Hedges Open 1976 Auckland, Australia Singolare                                    | Onny Parun 6-2, 6-3, 4-6, 6-3          | Allan Stone                 | Raymond Moore Ray Ruffels      | Bob Giltinan Bob Carmichael Dick Crealy Colin Dibley   |
| 19 gennaio | Copenaghen Open 1976 Copenaghen, Danimarca Singolare                                       | Lars Elvstrøm 6-4, 6-4                 | Jean-François Caujolle      | Jan Simbera Peter Kanderal     | Bengt Lundstedt Douglas Palm Matti Timonen Jan Písecký |
| 19 gennaio | ATP Birmingham 1976 Birmingham, Stati Uniti 50 000 $ - Sintetico indoor Singolare - Doppio | Jimmy Connors 6-4 3-6 6-1              | Roscoe Tanner               | Wojciech Fibak Erik Van Dillen | Haroon Rahim Billy Martin Colin Dibley John Whitlinger |
| 19 gennaio | ATP Birmingham 1976 Birmingham, Stati Uniti 50 000 $ - Sintetico indoor Singolare - Doppio | Jimmy Connors Erik Van Dillen 6–3, 6–2 | Hank Pfister Dennis Ralston | Wojciech Fibak Erik Van Dillen | Haroon Rahim Billy Martin Colin Dibley John Whitlinger |
| 19 gennaio | Baltimore Open 1976 Baltimora, Stati Uniti 60 000 $ - Sintetico indoor Singolare - Doppio  | Tom Gorman 7-5 6-3                     | Ilie Năstase                | Eddie Dibbs Harold Solomon     | Cliff Richey Marty Riessen Ross Case Phil Dent         |
| 19 gennaio | Baltimore Open 1976 Baltimora, Stati Uniti 60 000 $ - Sintetico indoor Singolare - Doppio  | Bob Hewitt Frew McMillan 3–6, 7–6, 6–4 | Ilie Năstase Cliff Richey   | Eddie Dibbs Harold Solomon     | Cliff Richey Marty Riessen Ross Case Phil Dent         |
| 26 gennaio | ATP Cleveland 1976 Cleveland, Stati Uniti 15 000 $ - Sintetico indoor Singolare            | Haroon Rahim 6-4, 6-4                  | Alex Metreveli              | Charles Owens Colin Dibley     | Chris Lewis James Delaney Víctor Pecci Gene Mayer      |

### Febbraio
| Settimana   | Torneo | Vincitore                                  | Finalista                     | Semifinalisti                 | Eliminati ai quarti                                        |
| ----------- | --- | ------------------------------------------ | ----------------------------- | ----------------------------- | ---------------------------------------------------------- |
| 2 febbraio  | Boca West International 1976 Boca Raton, Stati Uniti 60 000 $ - Terra rossa Singolare - Doppio                | Butch Walts 6-1, 6-1                       | Cliff Richey                  | John Whitlinger Haroon Rahim  | Jimmy Connors Colin Dibley Víctor Pecci Charles Owens      |
| 2 febbraio  | Boca West International 1976 Boca Raton, Stati Uniti 60 000 $ - Terra rossa Singolare - Doppio                | Clark Graebner Vitas Gerulaitis 6-2, 6-4   | Bruce Manson Butch Walts      | John Whitlinger Haroon Rahim  | Jimmy Connors Colin Dibley Víctor Pecci Charles Owens      |
| 2 febbraio  | Dayton Open 1976 Dayton, Stati Uniti 35 000 $ - Sintetico indoor Singolare - Doppio                           | Jaime Fillol 6-4, 6-7, 6-4                 | Andrew Pattison               | Phil Dent Onny Parun          | Raymond Moore Bob Giltinan Ray Ruffels Charlie Pasarell    |
| 2 febbraio  | Dayton Open 1976 Dayton, Stati Uniti 35 000 $ - Sintetico indoor Singolare - Doppio                           | Sherwood Stewart Ray Ruffels 6-2, 3-6, 7-5 | Jaime Fillol Charlie Pasarell | Phil Dent Onny Parun          | Raymond Moore Bob Giltinan Ray Ruffels Charlie Pasarell    |
| 16 febbraio | U.S. Indoor National Championships 1976 Salisbury, Stati Uniti 50 000 $ - Sintetico indoor Singolare - Doppio | Ilie Năstase 6-2 6-3 7-6                   | Jimmy Connors                 | Sandy Mayer Haroon Rahim      | Trey Waltke Andrew Pattison Peter Fleming Vitas Gerulaitis |
| 16 febbraio | U.S. Indoor National Championships 1976 Salisbury, Stati Uniti 50 000 $ - Sintetico indoor Singolare - Doppio | Fred McNair Sherwood Stewart 6–3, 7–5      | Steve Krulevitz Trey Waltke   | Sandy Mayer Haroon Rahim      | Trey Waltke Andrew Pattison Peter Fleming Vitas Gerulaitis |
| 23 febbraio | Khartoum International 1976 Khartoum, Sudan 10 000 $ - Cemento Singolare                                      | Mike Estep 6-4 6-7 6-4 6-3                 | Thomaz Koch                   | František Pála Mark Edmondson | Iván Molina Norman Holmes Michael Wayman Gavorielle Marcu  |

### Marzo
| Settimana | Torneo                                                                                           | Vincitore                             | Finalista                            | Semifinalisti                   | Eliminati ai quarti                                                |
| --------- | ------------------------------------------------------------------------------------------------ | ------------------------------------- | ------------------------------------ | ------------------------------- | ------------------------------------------------------------------ |
| 1º marzo  | Little Rock Open 1976 Little Rock, Stati Uniti 35 000 $ - Sintetico indoor Singolare - Doppio    | Haroon Rahim 6-4 7-5                  | Colin Dibley                         | Ray Ruffels Bernie Mitton       | Vijay Amritraj Chris Lewis Butch Walts Ilie Năstase                |
| 1º marzo  | Little Rock Open 1976 Little Rock, Stati Uniti 35 000 $ - Sintetico indoor Singolare - Doppio    | Syd Ball Ray Ruffels 6–3, 6–7, 6–3    | Giuliano Pecci Haroon Rahim          | Ray Ruffels Bernie Mitton       | Vijay Amritraj Chris Lewis Butch Walts Ilie Năstase                |
| 1º marzo  | Swiss Indoors 1976 Basilea, Svizzera 30 000 $ - Sintetico indoor Singolare - Doppio              | Jan Kodeš 6-4, 6-2, 6-3               | Jiří Hřebec                          | Karl Meiler Tom Okker           | Peter Kaneral Frew McMillan Dick Crealy Paul Kronk                 |
| 1º marzo  | Swiss Indoors 1976 Basilea, Svizzera 30 000 $ - Sintetico indoor Singolare - Doppio              | Tom Okker Frew McMillan 6-4, 7-6, 6-4 | Jiří Hřebec Jan Kodeš                | Karl Meiler Tom Okker           | Peter Kaneral Frew McMillan Dick Crealy Paul Kronk                 |
| 8 marzo   | Nuremberg Open 1976 Norimberga, Germania 25 000 $ - Sintetico indoor Singolare - Doppio          | Frew McMillan 2-6 6-3 6-4             | Thomaz Koch                          | Balázs Taróczy Herve Gauvain    | Karl Meiler Jiří Hřebec Hans Kary Roger Taylor                     |
| 8 marzo   | Nuremberg Open 1976 Norimberga, Germania 25 000 $ - Sintetico indoor Singolare - Doppio          | Frew McMillan Karl Meiler 7-6, 6-4    | Colin Dowdeswell Paul Kronk          | Balázs Taróczy Herve Gauvain    | Karl Meiler Jiří Hřebec Hans Kary Roger Taylor                     |
| 8 marzo   | Hampton Open 1976 Hampton, Stati Uniti 50 000 $ - Sintetico indoor Singolare                     | Jimmy Connors 6-2 6-2 6-2             | Ilie Năstase                         | Colin Dibley Billy Martin       | Bill Scanlon John Whitlinger Víctor Pecci Raymond Moore            |
| 15 marzo  | La Costa Open 1976 La Costa, Stati Uniti 100 000 $ - Cemento Singolare - Doppio                  | Ilie Năstase 4-6 6-0 6-1              | Jimmy Connors                        | Roscoe Tanner Guillermo Vilas   | Ray Ruffels Peter Fleming Erik Van Dillen Sandy Mayer              |
| 15 marzo  | La Costa Open 1976 La Costa, Stati Uniti 100 000 $ - Cemento Singolare - Doppio                  | Marty Riessen Roscoe Tanner 7–6, 7–6  | Peter Fleming Gene Mayer             | Roscoe Tanner Guillermo Vilas   | Ray Ruffels Peter Fleming Erik Van Dillen Sandy Mayer              |
| 22 marzo  | Rancho Mirage Tennis Games 1976 Palm Springs, Stati Uniti 200 000 $ - Cemento Singolare - Doppio | Jimmy Connors 6-4 6-4                 | Roscoe Tanner                        | Arthur Ashe Björn Borg          | John Newcombe Ilie Năstase Rod Laver John Alexander                |
| 22 marzo  | Rancho Mirage Tennis Games 1976 Palm Springs, Stati Uniti 200 000 $ - Cemento Singolare - Doppio | Colin Dibley Sandy Mayer 6–3, 7–5     | Raymond Moore Erik Van Dillen        | Arthur Ashe Björn Borg          | John Newcombe Ilie Năstase Rod Laver John Alexander                |
| 29 marzo  | Trofeo Lois 1976 Valencia, Spagna 30 000 $ - Terra rossa Singolare - Doppio                      | Manuel Orantes 6-2 6-2 6-2            | Kjell Johansson                      | François Jauffret Antonio Muñoz | Corrado Barazzutti Ángel Giménez Juan Gisbert Barry Phillips-Moore |
| 29 marzo  | Trofeo Lois 1976 Valencia, Spagna 30 000 $ - Terra rossa Singolare - Doppio                      | Juan Gisbert Manuel Orantes           | Corrado Barazzutti Antonio Zugarelli | François Jauffret Antonio Muñoz | Corrado Barazzutti Ángel Giménez Juan Gisbert Barry Phillips-Moore |

### Aprile
| Settimana | Torneo                                                                                         | Vincitore                                         | Finalista                   | Semifinalisti                            | Eliminati ai quarti                                             |
| --------- | ---------------------------------------------------------------------------------------------- | ------------------------------------------------- | --------------------------- | ---------------------------------------- | --------------------------------------------------------------- |
| 5 aprile  | ATP Barcellona 1976 Barcellona, Spagna 30 000 $ - Terra rossa Singolare - Doppio               | Paolo Bertolucci 6-1 3-6 6-1 7-6                  | Jun Kuki                    | Juan Gisbert Adriano Panatta             | John Andrews Iván Molina Ricardo Cano José Higueras             |
| 5 aprile  | ATP Barcellona 1976 Barcellona, Spagna 30 000 $ - Terra rossa Singolare - Doppio               | Brian Gottfried Raúl Ramírez 7-6, 6-4             | Bob Hewitt Frew McMillan    | Juan Gisbert Adriano Panatta             | John Andrews Iván Molina Ricardo Cano José Higueras             |
| 12 aprile | ATP Nizza 1976 Nizza, Francia 30 000 $ - Terra rossa Singolare - Doppio                        | Corrado Barazzutti 6–2, 2–6, 5–7, 7–6, 8–6        | Jan Kodeš                   | Željko Franulović Jean-François Caujolle | Patrice Dominguez Jiří Hřebec Wojciech Fibak Jean Louis Haillet |
| 12 aprile | ATP Nizza 1976 Nizza, Francia 30 000 $ - Terra rossa Singolare - Doppio                        | Patrice Dominguez François Jauffret 6-4, 3-6, 6-3 | Wojciech Fibak Karl Meiler  | Željko Franulović Jean-François Caujolle | Patrice Dominguez Jiří Hřebec Wojciech Fibak Jean Louis Haillet |
| 19 aprile | ATP Palma 1976 Spagna, Palma di Maiorca 30 000 $ - Terra rossa Singolare - Doppio              | Christopher Mottram 7-5 6-3 6-3                   | Jun Kuki                    | Željko Franulović Ricardo Cano           | Mark Edmondson José Higueras Ángel Giménez Jairo Velasco, Sr.   |
| 19 aprile | ATP Palma 1976 Spagna, Palma di Maiorca 30 000 $ - Terra rossa Singolare - Doppio              | John Andrews Colin Dibley 2-6, 6-3, 6-2           | Mark Edmondson John Marks   | Željko Franulović Ricardo Cano           | Mark Edmondson José Higueras Ángel Giménez Jairo Velasco, Sr.   |
| 19 aprile | Sacramento Classic 1976 Sacramento, Stati Uniti 25 000 $ - Sintetico indoor Singolare - Doppio | Tom Gorman 6-2 7-6                                | Bob Carmichael              | John Whitlinger Haroon Rahim             | Sherwood Stewart Chico Hagey Mike Estep Steve Krulevitz         |
| 19 aprile | Sacramento Classic 1976 Sacramento, Stati Uniti 25 000 $ - Sintetico indoor Singolare - Doppio | Tom Gorman Sherwood Stewart 3-6, 6-4, 6-4         | Mike Cahill John Whitlinger | John Whitlinger Haroon Rahim             | Sherwood Stewart Chico Hagey Mike Estep Steve Krulevitz         |
| 26 aprile | ATP Madrid 1976 Madrid, Spagna 30 000 $ - Terra rossa Singolare - Doppio                       | Víctor Pecci 7-5 7-5 3-6 2-6 6-4                  | Éric Deblicker              | Christopher Mottram Jairo Velasco, Sr.   | Colin Dibley Ricardo Cano José Higueras Denis Naegelen          |
| 26 aprile | ATP Madrid 1976 Madrid, Spagna 30 000 $ - Terra rossa Singolare - Doppio                       | Carlos Kirmayr Eduardo Mandarino 7-6, 4-6, 8-6    | John Andrews Colin Dibley   | Christopher Mottram Jairo Velasco, Sr.   | Colin Dibley Ricardo Cano José Higueras Denis Naegelen          |

### Maggio
| Settimana | Torneo | Vincitore                                                 | Finalista                             | Semifinalisti                        | Eliminati ai quarti                                        |
| --------- | --- | --------------------------------------------------------- | ------------------------------------- | ------------------------------------ | ---------------------------------------------------------- |
| 3 maggio  | ATP Firenze 1976 Firenze, Italia 30 000 $ - Terra rossa – 32S/16D Singolare - Doppio                                       | Paolo Bertolucci 6-7, 2-6, 6-3, 6-2, 10-8                 | Patrick Proisy                        | Christopher Mottram Colin Dibley     | Balázs Taróczy Patrice Dominguez Peter Szoke John Yuill    |
| 3 maggio  | ATP Firenze 1976 Firenze, Italia 30 000 $ - Terra rossa – 32S/16D Singolare - Doppio                                       | Colin Dibley Carlos Kirmayr 5-7, 7-5, 7-5                 | Peter Szoke Balázs Taróczy            | Christopher Mottram Colin Dibley     | Balázs Taróczy Patrice Dominguez Peter Szoke John Yuill    |
| 3 maggio  | Internazionali di Tennis di Baviera 1976 Monaco di Baviera, Germania 50 000 $ - Terra rossa – 32S/16D Singolare - Doppio   | Manuel Orantes 6-1 6-4 6-1                                | Karl Meiler                           | Hans Kary Jan Kodeš                  | François Jauffret Mike Cahill Jiří Hřebec Juan Gisbert     |
| 3 maggio  | Internazionali di Tennis di Baviera 1976 Monaco di Baviera, Germania 50 000 $ - Terra rossa – 32S/16D Singolare - Doppio   | Juan Gisbert Sr. Manuel Orantes 1-6, 6-3, 6-2, 2-3 ritiro | Jürgen Fassbender Hans-Jürgen Pohmann | Hans Kary Jan Kodeš                  | François Jauffret Mike Cahill Jiří Hřebec Juan Gisbert     |
| 11 maggio | British Hard Court Championships 1976 Bournemouth, Gran Bretagna 75 000 $ - Terra rossa– 48S/24D/16XD Singolare - Doppio   | Wojciech Fibak 6–2, 7–9, 6–2, 6–2                         | Manuel Orantes                        | Corrado Barazzutti François Jauffret | Hans Kary Norman Holmes Iván Molina Jean-François Caujolle |
| 11 maggio | British Hard Court Championships 1976 Bournemouth, Gran Bretagna 75 000 $ - Terra rossa– 48S/24D/16XD Singolare - Doppio   | Wojciech Fibak Fred McNair 4–6, 7–5, 7–5                  | Juan Gisbert Manuel Orantes           | Corrado Barazzutti François Jauffret | Hans Kary Norman Holmes Iván Molina Jean-François Caujolle |
| 11 maggio | Alan King Tennis Classic 1976 Las Vegas, Stati Uniti 150000 $ - Cemento Singolare - Doppio                                 | Jimmy Connors 6-1 6-3                                     | Ken Rosewall                          | Raymond Moore Brian Gottfried        | Cliff Richey Roscoe Tanner Adriano Panatta Arthur Ashe     |
| 11 maggio | Alan King Tennis Classic 1976 Las Vegas, Stati Uniti 150000 $ - Cemento Singolare - Doppio                                 | Arthur Ashe Charlie Pasarell 6–4, 6–2                     | Robert Lutz Stan Smith                | Raymond Moore Brian Gottfried        | Cliff Richey Roscoe Tanner Adriano Panatta Arthur Ashe     |
| 18 maggio | ATP German Open 1976 Amburgo, Germania dell'Ovest 100 000 $ – Terra rossa – 64S/32D Singolare - Doppio                     | Eddie Dibbs 6-4, 4-6, 6-1, 2-6, 6-1                       | Manuel Orantes                        | Jaime Fillol Hans Kary               | Uli Pinner Jiří Hřebec Balázs Taróczy José Higueras        |
| 18 maggio | ATP German Open 1976 Amburgo, Germania dell'Ovest 100 000 $ – Terra rossa – 64S/32D Singolare - Doppio                     | Fred McNair Sherwood Stewart 7-6, 7-6, 7-6                | Dick Crealy Kim Warwick               | Jaime Fillol Hans Kary               | Uli Pinner Jiří Hřebec Balázs Taróczy José Higueras        |
| 25 maggio | Düsseldorf Grand Prix 1976 Düsseldorf, Germania 75 000 $ - Terra rossa – 48S/24D Singolare - Doppio                        | Björn Borg 6-2 6-2 6-0                                    | Manuel Orantes                        | José Higueras Jaime Fillol           | Byron Bertram Dick Crealy Wojciech Fibak Kjell Johansson   |
| 25 maggio | Düsseldorf Grand Prix 1976 Düsseldorf, Germania 75 000 $ - Terra rossa – 48S/24D Singolare - Doppio                        | Wojciech Fibak Karl Meiler 6–4, 4–6, 6–4                  | Bob Carmichael Raymond Moore          | José Higueras Jaime Fillol           | Byron Bertram Dick Crealy Wojciech Fibak Kjell Johansson   |
| 25 maggio | Internazionali d'Italia 1976 Roma, Italia 131 500 $ – Terra rossa – 64S/32D Singolare - Doppio                             | Adriano Panatta 2–6, 7–6, 6–2, 7–6                        | Guillermo Vilas                       | Eddie Dibbs John Newcombe            | Corrado Barazzutti Mark Edmondson Harold Solomon Jan Kodeš |
| 25 maggio | Internazionali d'Italia 1976 Roma, Italia 131 500 $ – Terra rossa – 64S/32D Singolare - Doppio                             | Brian Gottfried Raúl Ramírez 7–6, 5–7, 6–3, 3–6, 6–3      | Geoff Masters John Newcombe           | Eddie Dibbs John Newcombe            | Corrado Barazzutti Mark Edmondson Harold Solomon Jan Kodeš |
| 31 maggio | Open di Francia 1976 Parigi, Francia Grande Slam 177 000 $ - Terra rossa – 128S/64D/32XD Singolare - Doppio - Doppio misto | Adriano Panatta 6–1, 6–4, 4–6, 7–6                        | Harold Solomon                        | Raúl Ramírez Eddie Dibbs             | Guillermo Vilas Balázs Taróczy Manuel Orantes Björn Borg   |
| 31 maggio | Open di Francia 1976 Parigi, Francia Grande Slam 177 000 $ - Terra rossa – 128S/64D/32XD Singolare - Doppio - Doppio misto | Frederick McNair Sherwood Stewart 7–6(6), 6–3, 6–1        | Brian Gottfried Raúl Ramírez,         | Raúl Ramírez Eddie Dibbs             | Guillermo Vilas Balázs Taróczy Manuel Orantes Björn Borg   |
| 31 maggio | Open di Francia 1976 Parigi, Francia Grande Slam 177 000 $ - Terra rossa – 128S/64D/32XD Singolare - Doppio - Doppio misto | Ilana Kloss Kim Warwick 5–7, 7–6, 6–2                     | Delina Boshoff Colin Dowdeswell,      | Raúl Ramírez Eddie Dibbs             | Guillermo Vilas Balázs Taróczy Manuel Orantes Björn Borg   |

### Giugno
| Settimana | Torneo | Vincitore                                             | Finalista                                                       | Semifinalisti                | Eliminati ai quarti                                             |
| --------- | --- | ----------------------------------------------------- | --------------------------------------------------------------- | ---------------------------- | --------------------------------------------------------------- |
| 14 giugno | Nottingham John Player 1976 Nottingham, Gran Bretagna 100 000 $ – Erba – 64S/32D Singolare - Doppio                                    |                                                       | Jimmy Connors Ilie Năstase 6–2, 4–6, 1–1 (titolo non assegnato) | Raúl Ramírez Ove Bengtson    | Tom Okker Vijay Amritraj Ismail El Shafei Roger Taylor          |
| 14 giugno | Nottingham John Player 1976 Nottingham, Gran Bretagna 100 000 $ – Erba – 64S/32D Singolare - Doppio                                    | Torneo non completato                                 |                                                                 | Raúl Ramírez Ove Bengtson    | Tom Okker Vijay Amritraj Ismail El Shafei Roger Taylor          |
| 14 giugno | Berlin Open 1976 Berlino, Germania 50 000 $ – Terra rossa – 32S/15D Singolare - Doppio                                                 | Víctor Pecci 6-1 6-2 5-7 6-3                          | Hans-Jürgen Pohmann                                             | Julian Ganzabal Ricardo Cano | Belus Prajoux Juan Gisbert Wojciech Fibak Werner Zirngibl       |
| 14 giugno | Berlin Open 1976 Berlino, Germania 50 000 $ – Terra rossa – 32S/15D Singolare - Doppio                                                 | Patricio Cornejo Antonio Muñoz 7-5, 6-1               | Jürgen Fassbender Hans-Jürgen Pohmann                           | Julian Ganzabal Ricardo Cano | Belus Prajoux Juan Gisbert Wojciech Fibak Werner Zirngibl       |
| 21 giugno | Torneo di Wimbledon 1976 Wimbledon, Gran Bretagna Grande Slam 160 000 $ – Erba – 128S/128Q/64D/40Q/64XD/24Q Singolare - Doppio - Misto | Björn Borg 6-4 6-2 9-7                                | Ilie Năstase                                                    | Raúl Ramírez Roscoe Tanner   | Vitas Gerulaitis Charlie Pasarell Guillermo Vilas Jimmy Connors |
| 21 giugno | Torneo di Wimbledon 1976 Wimbledon, Gran Bretagna Grande Slam 160 000 $ – Erba – 128S/128Q/64D/40Q/64XD/24Q Singolare - Doppio - Misto | Brian Gottfried Raúl Ramírez 3-6, 6-3, 8-6, 2-6, 7-5  | Ross Case Geoff Masters                                         | Raúl Ramírez Roscoe Tanner   | Vitas Gerulaitis Charlie Pasarell Guillermo Vilas Jimmy Connors |
| 21 giugno | Torneo di Wimbledon 1976 Wimbledon, Gran Bretagna Grande Slam 160 000 $ – Erba – 128S/128Q/64D/40Q/64XD/24Q Singolare - Doppio - Misto | Doppio misto: Françoise Dürr Tony Roche 6-3, 2-6, 7-5 | Rosemary Casals Dick Stockton                                   | Raúl Ramírez Roscoe Tanner   | Vitas Gerulaitis Charlie Pasarell Guillermo Vilas Jimmy Connors |

### Luglio
| Settimana | Torneo                                                                                            | Vincitore                                           | Finalista                             | Semifinalisti                         | Eliminati ai quarti                                                |
| --------- | ------------------------------------------------------------------------------------------------- | --------------------------------------------------- | ------------------------------------- | ------------------------------------- | ------------------------------------------------------------------ |
| 5 luglio  | Swedish Open 1976 Båstad, Svezia 100 000 $ - Terra rossa – 64S/32D Singolare - Doppio             | Antonio Zugarelli 4-6 7-5 6-2                       | Corrado Barazzutti                    | Byron Bertram Billy Martin            | Fred McNair Peter Fleming Raymond Moore Per Hegna                  |
| 5 luglio  | Swedish Open 1976 Båstad, Svezia 100 000 $ - Terra rossa – 64S/32D Singolare - Doppio             | Fred McNair Sherwood Stewart 6-3, 6-4               | Wojciech Fibak Juan Gisbert           | Byron Bertram Billy Martin            | Fred McNair Peter Fleming Raymond Moore Per Hegna                  |
| 5 luglio  | Swiss Open Gstaad 1976 Gstaad, Svizzera 75 000 $ – Terra rossa – 48S/24D Singolare - Doppio       | Raúl Ramírez 7-5 6-7 6-1                            | Adriano Panatta                       | Jan Kodeš Onny Parun                  | Paolo Bertolucci Jeff Borowiak Karl Meiler Ricardo Cano            |
| 5 luglio  | Swiss Open Gstaad 1976 Gstaad, Svizzera 75 000 $ – Terra rossa – 48S/24D Singolare - Doppio       | Jürgen Fassbender Hans-Jürgen Pohmann 7-5, 6-3, 6-3 | Paolo Bertolucci Adriano Panatta      | Jan Kodeš Onny Parun                  | Paolo Bertolucci Jeff Borowiak Karl Meiler Ricardo Cano            |
| 12 luglio | Pepsi Grand Slam 1976 Myrtle Beach, Stati Uniti 150 000 $ - Terra rossa Singolare                 | Ilie Năstase 6–4, 6–3                               | Manuel Orantes                        |                                       |                                                                    |
| 12 luglio | Cincinnati Open 1976 Cincinnati, Stati Uniti 100 000 $ – Terra rossa – 64S/32D Singolare - Doppio | Roscoe Tanner 7-6 6-3                               | Eddie Dibbs                           | Dick Stockton Dick Crealy             | Trey Waltke Stan Smith Bill Scanlon Cliff Richey                   |
| 12 luglio | Cincinnati Open 1976 Cincinnati, Stati Uniti 100 000 $ – Terra rossa – 64S/32D Singolare - Doppio | Stan Smith Erik Van Dillen 6-1, 6-1                 | Eddie Dibbs Harold Solomon            | Dick Stockton Dick Crealy             | Trey Waltke Stan Smith Bill Scanlon Cliff Richey                   |
| 12 luglio | Dutch Open 1976 Hilversum, Paesi Bassi 75 000 $ – Terra rossa – 32S/16D Singolare - Doppio        | Balázs Taróczy 6-7 2-6 6-1                          | Ricardo Cano                          | Ángel Giménez Belus Prajoux           | Manuel Santana Robin Drysdale Raymond Moore Jean-François Caujolle |
| 12 luglio | Dutch Open 1976 Hilversum, Paesi Bassi 75 000 $ – Terra rossa – 32S/16D Singolare - Doppio        | Ricardo Cano Belus Prajoux 6-4 6-3                  | Wojciech Fibak Balázs Taróczy         | Ángel Giménez Belus Prajoux           | Manuel Santana Robin Drysdale Raymond Moore Jean-François Caujolle |
| 19 luglio | Austrian Open 1976 Kitzbühel, Austria 75 000 $ - Terra rossa – 64S/32D Singolare - Doppio         | Manuel Orantes 7-6 6-2 7-6                          | Jan Kodeš                             | Hans-Jürgen Pohmann François Jauffret | Jean Louis Haillet Charlie Pasarell Ramiro Benavides Jeff Borowiak |
| 19 luglio | Austrian Open 1976 Kitzbühel, Austria 75 000 $ - Terra rossa – 64S/32D Singolare - Doppio         | Jiří Hřebec Jan Kodeš 6-7, 6-2, 6-4                 | Jürgen Fassbender Hans-Jürgen Pohmann | Hans-Jürgen Pohmann François Jauffret | Jean Louis Haillet Charlie Pasarell Ramiro Benavides Jeff Borowiak |
| 19 luglio | Washington Open 1976 Washington, Stati Uniti 125 000 $ – Terra rossa – 64S/32D Singolare - Doppio | Jimmy Connors 6-2 6-4                               | Raúl Ramírez                          | Brian Fairlie Raymond Moore           | Dick Stockton Víctor Pecci Stan Smith Eddie Dibbs                  |
| 19 luglio | Washington Open 1976 Washington, Stati Uniti 125 000 $ – Terra rossa – 64S/32D Singolare - Doppio | Brian Gottfried Raúl Ramírez 6-3, 6-3               | Arthur Ashe Jimmy Connors             | Brian Fairlie Raymond Moore           | Dick Stockton Víctor Pecci Stan Smith Eddie Dibbs                  |

### Agosto
| Settimana | Torneo | Vincitore                                  | Finalista                     | Semifinalisti                  | Eliminati ai quarti                                                |
| --------- | --- | ------------------------------------------ | ----------------------------- | ------------------------------ | ------------------------------------------------------------------ |
| 2 agosto  | ATP Volvo International 1976 North Conway, Stati Uniti 100 000 $ - Terra rossa – 64S/32D Singolare - Doppio                | Jimmy Connors 7-6 4-6 6-3                  | Raúl Ramírez                  | Željko Franulović Cliff Richey | Eddie Dibbs Wojciech Fibak Brian Gottfried Manuel Orantes          |
| 2 agosto  | ATP Volvo International 1976 North Conway, Stati Uniti 100 000 $ - Terra rossa – 64S/32D Singolare - Doppio                | Brian Gottfried Raúl Ramírez 3–6, 6–4, 6–4 | Ricardo Cano Víctor Pecci     | Željko Franulović Cliff Richey | Eddie Dibbs Wojciech Fibak Brian Gottfried Manuel Orantes          |
| 2 agosto  | Louisville Open 1976 Louisville, Stati Uniti 125 000 $ – Terra rossa – 64S/32D Singolare - Doppio                          | Harold Solomon 6-2 7-5                     | Wojciech Fibak                | Dick Stockton Stan Smith       | Guillermo Vilas Jaime Fillol Raúl Ramírez Víctor Pecci             |
| 2 agosto  | Louisville Open 1976 Louisville, Stati Uniti 125 000 $ – Terra rossa – 64S/32D Singolare - Doppio                          | Byron Bertram Pat Cramer 6–3, 6–4          | Stan Smith Erik Van Dillen    | Dick Stockton Stan Smith       | Guillermo Vilas Jaime Fillol Raúl Ramírez Víctor Pecci             |
| 2 agosto  | Columbus Open 1976 Columbus, Stati Uniti 87 500 $ - Cemento – 48S/24D Singolare - Doppio                                   | Roscoe Tanner 6-4 7-6                      | Stan Smith                    | Brian Teacher Vijay Amritraj   | Patricio Cornejo Dick Stockton Colin Dibley Anand Amritraj         |
| 2 agosto  | Columbus Open 1976 Columbus, Stati Uniti 87 500 $ - Cemento – 48S/24D Singolare - Doppio                                   | William Brown Brian Teacher 6–4, 6–3       | Fred McNair Sherwood Stewart  | Brian Teacher Vijay Amritraj   | Patricio Cornejo Dick Stockton Colin Dibley Anand Amritraj         |
| 9 agosto  | U.S. Men's Clay Court Championships 1976 Indianapolis, Indiana, USA 125 000 $ – Terra rossa – 64S/32D Singolare - Doppio   | Jimmy Connors 6-2 6-4                      | Wojciech Fibak                | Harold Solomon Guillermo Vilas | Eddie Dibbs Manuel Orantes Christopher Mottram Brian Gottfried     |
| 9 agosto  | U.S. Men's Clay Court Championships 1976 Indianapolis, Indiana, USA 125 000 $ – Terra rossa – 64S/32D Singolare - Doppio   | Brian Gottfried Raúl Ramírez 6-2, 6-2      | Fred McNair Sherwood Stewart  | Harold Solomon Guillermo Vilas | Eddie Dibbs Manuel Orantes Christopher Mottram Brian Gottfried     |
| 16 agosto | Canada Open 1976 Toronto, Canada 125 000 $ – Terra rossa – 64S/32D Singolare - Doppio                                      | Guillermo Vilas 6-4 7-6 6-2                | Wojciech Fibak                | Jaime Fillol Brian Fairlie     | Onny Parun Paolo Bertolucci Víctor Pecci Bob Hewitt                |
| 16 agosto | Canada Open 1976 Toronto, Canada 125 000 $ – Terra rossa – 64S/32D Singolare - Doppio                                      | Bob Hewitt Raúl Ramírez 6–2, 6-1           | Juan Gisbert Manuel Orantes   | Jaime Fillol Brian Fairlie     | Onny Parun Paolo Bertolucci Víctor Pecci Bob Hewitt                |
| 23 agosto | U.S. Pro Tennis Championships 1976 Boston, Massachusetts, Stati Uniti 125 000 $ – Terra rossa – 64S/32D Singolare - Doppio | Björn Borg 6-7, 6-4, 6-1, 6-2              | Harold Solomon                | Raúl Ramírez Eddie Dibbs       | Jimmy Connors Paolo Bertolucci Guillermo Vilas Adriano Panatta     |
| 23 agosto | U.S. Pro Tennis Championships 1976 Boston, Massachusetts, Stati Uniti 125 000 $ – Terra rossa – 64S/32D Singolare - Doppio | Ray Ruffels Allan Stone 3-6, 6-3, 7-6      | Mike Cahill John Whitlinger   | Raúl Ramírez Eddie Dibbs       | Jimmy Connors Paolo Bertolucci Guillermo Vilas Adriano Panatta     |
| 23 agosto | South Orange Open 1976 South Orange, Stati Uniti 50 000 $ – Terra rossa – 32S/16D Singolare - Doppio                       | Ilie Năstase 6-4 6-2                       | Roscoe Tanner                 | Balázs Taróczy Onny Parun      | Vijay Amritraj Christopher Mottram Bernie Mitton Željko Franulović |
| 23 agosto | South Orange Open 1976 South Orange, Stati Uniti 50 000 $ – Terra rossa – 32S/16D Singolare - Doppio                       | Fred McNair Marty Riessen 7–5, 4–6, 6–2    | Vitas Gerulaitis Ilie Năstase | Balázs Taróczy Onny Parun      | Vijay Amritraj Christopher Mottram Bernie Mitton Željko Franulović |
| 30 agosto | US Open 1976 New York, Stati Uniti Grande Slam 217 000 $ – Terra rossa – 128S/64D/32XD Singolare - Doppio - Doppio misto   | Jimmy Connors 6–4, 3–6, 7–6(9), 6–4        | Björn Borg                    | Guillermo Vilas Ilie Năstase   | Jan Kodeš Eddie Dibbs Dick Stockton Manuel Orantes                 |
| 30 agosto | US Open 1976 New York, Stati Uniti Grande Slam 217 000 $ – Terra rossa – 128S/64D/32XD Singolare - Doppio - Doppio misto   | Tom Okker Marty Riessen 6-4, 6-4           | Paul Kronk Cliff Letcher      | Guillermo Vilas Ilie Năstase   | Jan Kodeš Eddie Dibbs Dick Stockton Manuel Orantes                 |
| 30 agosto | US Open 1976 New York, Stati Uniti Grande Slam 217 000 $ – Terra rossa – 128S/64D/32XD Singolare - Doppio - Doppio misto   | Betty Stöve Frew McMillan 6-3, 7-6         | Billie Jean King Ray Ruffels  | Guillermo Vilas Ilie Năstase   | Jan Kodeš Eddie Dibbs Dick Stockton Manuel Orantes                 |

### Settembre
| Settimana    | Torneo | Vincitore                                       | Finalista                    | Semifinalisti                  | Eliminati ai quarti                                     |
| ------------ | --- | ----------------------------------------------- | ---------------------------- | ------------------------------ | ------------------------------------------------------- |
| 13 settembre | Bermuda Open 1976 Hamilton, Bermuda 50 000 $ – Terra rossa – 32S/16D Singolare - Doppio                              | Cliff Richey 7-6 6-2                            | Gene Mayer                   | Dick Crealy John Yuill         | John Lloyd Álvaro Fillol Steve Krulevitz Balázs Taróczy |
| 13 settembre | Bermuda Open 1976 Hamilton, Bermuda 50 000 $ – Terra rossa – 32S/16D Singolare - Doppio                              | Mike Cahill John Whitlinger 6–4, 4–6, 7–6       | Dick Crealy Ray Ruffels      | Dick Crealy John Yuill         | John Lloyd Álvaro Fillol Steve Krulevitz Balázs Taróczy |
| 13 settembre | ATP World of Doubles 1976 Woodlands, Stati Uniti 100 000 $ – Cemento – 16D Doppio                                    | Brian Gottfried Raúl Ramírez 6–1, 6–4, 5–7, 7–6 | Phil Dent Allan Stone        |                                |                                                         |
| 13 settembre | Hall of Fame Tennis Championships 1976 Newport, USA 35 000 $ - Erba Singolare - Doppio                               | Vijay Amritraj 6-3, 4-6, 6-3, 6-1               | Brian Teacher                | Paul Kronk Mike Estep          | John James George Hardie Colin Dibley Anand Amritraj    |
| 13 settembre | Hall of Fame Tennis Championships 1976 Newport, USA 35 000 $ - Erba Singolare - Doppio                               | Chris Katchel Colin Dibley 5–6, 6–4, 6–4        | Colin Dibley Paul Kronk      | Paul Kronk Mike Estep          | John James George Hardie Colin Dibley Anand Amritraj    |
| 20 settembre | Los Angeles Open 1976 Los Angeles, California, Stati Uniti 125 000 $ – Sintetico indoor – 64S/32D Singolare - Doppio | Brian Gottfried 6-2 6-2                         | Arthur Ashe                  | Ilie Năstase Raúl Ramírez      | Jimmy Connors Dick Stockton John Lloyd Sandy Mayer      |
| 20 settembre | Los Angeles Open 1976 Los Angeles, California, Stati Uniti 125 000 $ – Sintetico indoor – 64S/32D Singolare - Doppio | Bob Lutz Stan Smith 6-2, 3-6, 6-3               | Arthur Ashe Charlie Pasarell | Ilie Năstase Raúl Ramírez      | Jimmy Connors Dick Stockton John Lloyd Sandy Mayer      |
| 27 settembre | Pacific Coast Championships 1976 San Francisco, California 125 000 $ – Sintetico indoor – 64S/32D Singolare - Doppio | Roscoe Tanner 4-6 7-5 6-1                       | Brian Gottfried              | Sherwood Stewart Dick Stockton | Harold Solomon Vijay Amritraj Butch Walts Arthur Ashe   |
| 27 settembre | Pacific Coast Championships 1976 San Francisco, California 125 000 $ – Sintetico indoor – 64S/32D Singolare - Doppio | Dick Stockton Roscoe Tanner 6-3, 6-4            | Brian Gottfried Bob Hewitt   | Sherwood Stewart Dick Stockton | Harold Solomon Vijay Amritraj Butch Walts Arthur Ashe   |

### Ottobre
| Settimana  | Torneo | Vincitore                                 | Finalista                       | Semifinalisti               | Eliminati ai quarti                                                   |
| ---------- | --- | ----------------------------------------- | ------------------------------- | --------------------------- | --------------------------------------------------------------------- |
| 4 ottobre  | Hawaiian Open 1976 Maui, Hawaii, Stati Uniti 100 000 $ – Cemento – 48S/24D Singolare - Doppio                  | Harold Solomon 6-3 5-7 7-5                | Bob Lutz                        | Marty Riessen Stan Smith    | John Lloyd John Newcombe Brian Fairlie Arthur Ashe                    |
| 4 ottobre  | Hawaiian Open 1976 Maui, Hawaii, Stati Uniti 100 000 $ – Cemento – 48S/24D Singolare - Doppio                  | Raymond Moore Allan Stone 6–7, 6–3, 6–4   | Dick Stockton Roscoe Tanner     | Marty Riessen Stan Smith    | John Lloyd John Newcombe Brian Fairlie Arthur Ashe                    |
| 4 ottobre  | Aryamehr Cup 1976 Teheran, Iran 150 000 $ – Terra rossa – 64S/32D Singolare - Doppio                           | Manuel Orantes 7-6 6-0 2-6 6-4            | Raúl Ramírez                    | Guillermo Vilas Eddie Dibbs | Hans-Jürgen Pohmann Paolo Bertolucci Antonio Zugarelli Wojciech Fibak |
| 4 ottobre  | Aryamehr Cup 1976 Teheran, Iran 150 000 $ – Terra rossa – 64S/32D Singolare - Doppio                           | Wojciech Fibak Raúl Ramírez 7-5, 6-1      | Juan Gisbert Manuel Orantes     | Guillermo Vilas Eddie Dibbs | Hans-Jürgen Pohmann Paolo Bertolucci Antonio Zugarelli Wojciech Fibak |
| 11 ottobre | South Pacific Tennis Classic 1976 Brisbane, Australia 50 000 $ – Erba – 32S/16D Singolare - Doppio             | Mark Edmondson 3-6 6-4 6-4 6-4            | Phil Dent                       | Allan Stone Tom Gorman      | Ray Ruffels Kim Warwick Dick Crealy Brian Fairlie                     |
| 11 ottobre | South Pacific Tennis Classic 1976 Brisbane, Australia 50 000 $ – Erba – 32S/16D Singolare - Doppio             | Syd Ball Kim Warwick 6-4, 6-4             | Ismail El Shafei Brian Fairlie  | Allan Stone Tom Gorman      | Ray Ruffels Kim Warwick Dick Crealy Brian Fairlie                     |
| 11 ottobre | Madrid Tennis Grand Prix 1976 Madrid, Spagna 100 000 $ – Terra rossa – 64S/32D Singolare - Doppio              | Manuel Orantes 7-6 6-2 6-1                | Eddie Dibbs                     | Raúl Ramírez Wojciech Fibak | Balázs Taróczy Jan Kodeš Jaime Fillol Bob Hewitt                      |
| 11 ottobre | Madrid Tennis Grand Prix 1976 Madrid, Spagna 100 000 $ – Terra rossa – 64S/32D Singolare - Doppio              | Wojciech Fibak Raúl Ramírez 4-6, 7-5, 6-3 | Bob Hewitt Frew McMillan        | Raúl Ramírez Wojciech Fibak | Balázs Taróczy Jan Kodeš Jaime Fillol Bob Hewitt                      |
| 18 ottobre | Torneo Godó 1976 Barcellona, Spagna 100 000 $ - Terra rossa – 64S/32D Singolare - Doppio                       | Manuel Orantes 6-1, 2-6, 2-6, 7-5, 6-4    | Eddie Dibbs                     | Raúl Ramírez Harold Solomon | Jan Kodeš Željko Franulović Brian Gottfried Javier Soler              |
| 18 ottobre | Torneo Godó 1976 Barcellona, Spagna 100 000 $ - Terra rossa – 64S/32D Singolare - Doppio                       | Brian Gottfried Raúl Ramírez 7-6, 6-4     | Bob Hewitt Frew McMillan        | Raúl Ramírez Harold Solomon | Jan Kodeš Željko Franulović Brian Gottfried Javier Soler              |
| 18 ottobre | Australian Indoor Championships 1976 Sydney, Australia 125 000 $ – Cemento indoor – 48S/24D Singolare - Doppio | Geoff Masters 4–6, 6–3, 7–6, 6–3          | Jim Delaney                     | Mark Edmondson Dick Crealy  | Paul Kronk Sashi Menon Bill Scanlon Kim Warwick                       |
| 18 ottobre | Australian Indoor Championships 1976 Sydney, Australia 125 000 $ – Cemento indoor – 48S/24D Singolare - Doppio | Ismail El Shafei Brian Fairlie [9–8]      | Syd Ball Kim Warwick            | Mark Edmondson Dick Crealy  | Paul Kronk Sashi Menon Bill Scanlon Kim Warwick                       |
| 25 ottobre | Paris Open 1976 Parigi, Francia 50 000 $ – Cemento indoor– 32S/16D Singolare - Doppio                          | Eddie Dibbs 5–7, 6–4, 6–4, 7–6            | Jaime Fillol                    | Mark Cox Stan Smith         | Erik Van Dillen Tom Okker Sherwood Stewart Paolo Bertolucci           |
| 25 ottobre | Paris Open 1976 Parigi, Francia 50 000 $ – Cemento indoor– 32S/16D Singolare - Doppio                          | Tom Okker Marty Riessen 6–2, 6–2          | Fred McNair Sherwood Stewart    | Mark Cox Stan Smith         | Erik Van Dillen Tom Okker Sherwood Stewart Paolo Bertolucci           |
| 25 ottobre | West Coast Classic 1976 Perth, Australia 40 000 $ – Cemento – 32S/16D Singolare - Doppio                       | Ray Ruffels 6-0 4-6 2-6 6-3 6-2           | Phil Dent                       | Roscoe Tanner Dick Stockton | Dick Crealy Tim Gullikson Syd Ball Gene Mayer                         |
| 25 ottobre | West Coast Classic 1976 Perth, Australia 40 000 $ – Cemento – 32S/16D Singolare - Doppio                       | Dick Stockton Roscoe Tanner 6-7, 6-1, 6-2 | Bob Carmichael Ismail El Shafei | Roscoe Tanner Dick Stockton | Dick Crealy Tim Gullikson Syd Ball Gene Mayer                         |
| 25 ottobre | Vienna Open 1976 Vienna, Austria 50 000 $ – Sintetico indoor – 32S/16D Singolare - Doppio                      | Wojciech Fibak 6-7 6-3 6-4                | Raúl Ramírez                    | Ove Bengtson Víctor Pecci   | Vitas Gerulaitis Arthur Ashe Brian Gottfried Balázs Taróczy           |
| 25 ottobre | Vienna Open 1976 Vienna, Austria 50 000 $ – Sintetico indoor – 32S/16D Singolare - Doppio                      | Bob Hewitt Frew McMillan 6–4, 4–0         | Brian Gottfried Raúl Ramírez    | Ove Bengtson Víctor Pecci   | Vitas Gerulaitis Arthur Ashe Brian Gottfried Balázs Taróczy           |

### Novembre
| Settimana   | Torneo | Vincitore                                        | Finalista                         | Semifinalisti                   | Eliminati ai quarti                                           |
| ----------- | --- | ------------------------------------------------ | --------------------------------- | ------------------------------- | ------------------------------------------------------------- |
| 1º novembre | Cologne Grand Prix 1976 Colonia, Germania 50 000 $ – Sintetico indoor – 32S/16D Singolare - Doppio         | Jimmy Connors 6-2 6-3                            | Frew McMillan                     | Brian Gottfried Víctor Pecci    | Jiří Hřebec František Pála Henry Bunis Harold Solomon         |
| 1º novembre | Cologne Grand Prix 1976 Colonia, Germania 50 000 $ – Sintetico indoor – 32S/16D Singolare - Doppio         | Bob Hewitt Frew McMillan 6–1, 3–6, 7–6           | Colin Dowdeswell Mike Estep       | Brian Gottfried Víctor Pecci    | Jiří Hřebec František Pála Henry Bunis Harold Solomon         |
| 1º novembre | Dewar Cup 1976 Londra, Gran Bretagna 100 000 $ – Sintetico indoor – 32S/16D Singolare - Doppio             | Raúl Ramírez 6-3 6-4                             | Manuel Orantes                    | Mark Cox Jaime Fillol           | Bernie Mitton Antonio Zugarelli Arthur Ashe Wojciech Fibak    |
| 1º novembre | Dewar Cup 1976 Londra, Gran Bretagna 100 000 $ – Sintetico indoor – 32S/16D Singolare - Doppio             | David Lloyd John Lloyd 6-4, 3-6, 6-2             | John Feaver John James            | Mark Cox Jaime Fillol           | Bernie Mitton Antonio Zugarelli Arthur Ashe Wojciech Fibak    |
| 1º novembre | Japan Open Tennis Championships 1976 Tokyo, Giappone 100 000 $ - Terra rossa – 48S/24D Singolare - Doppio  | Roscoe Tanner 6-3 6-2                            | Corrado Barazzutti                | Dick Stockton Ken Rosewall      | Jürgen Fassbender Dick Crealy Brian Fairlie John Whitlinger   |
| 1º novembre | Japan Open Tennis Championships 1976 Tokyo, Giappone 100 000 $ - Terra rossa – 48S/24D Singolare - Doppio  | Bob Carmichael Ken Rosewall 6-4, 6-4             | Ismail El Shafei Brian Fairlie    | Dick Stockton Ken Rosewall      | Jürgen Fassbender Dick Crealy Brian Fairlie John Whitlinger   |
| 8 novembre  | Hong Kong Open 1976 Hong Kong, Hong Kong 75 000 $ – Cemento – 32S/16D Singolare - Doppio                   | Ken Rosewall 1-6, 6-4, 7-6, 6-0                  | Ilie Năstase                      | Chico Hagey Gene Mayer          | Emilio Montano Hans-Jürgen Pohmann Steve Krulevitz Paul Kronk |
| 8 novembre  | Hong Kong Open 1976 Hong Kong, Hong Kong 75 000 $ – Cemento – 32S/16D Singolare - Doppio                   | Hank Pfister Butch Walts 6–4, 6–2                | Anand Amritraj Ilie Năstase       | Chico Hagey Gene Mayer          | Emilio Montano Hans-Jürgen Pohmann Steve Krulevitz Paul Kronk |
| 8 novembre  | Stockholm Open 1976 Stoccolma, Svezia 150 000 $ – Cemento indoor – 64S/32D Singolare - Doppio              | Mark Cox 4-6 7-5 7-6                             | Manuel Orantes                    | Jimmy Connors Brian Gottfried   | Raúl Ramírez Byron Bertram Haroon Rahim Björn Borg            |
| 8 novembre  | Stockholm Open 1976 Stoccolma, Svezia 150 000 $ – Cemento indoor – 64S/32D Singolare - Doppio              | Bob Hewitt Frew McMillan 6–4, 4–6, 6–4           | Tom Okker Marty Riessen           | Jimmy Connors Brian Gottfried   | Raúl Ramírez Byron Bertram Haroon Rahim Björn Borg            |
| 15 novembre | Philippine International 1976 Manila, Filippine 75 000 $ – Cemento – 47S/24D Singolare - Doppio            | Brian Fairlie 7-5 6-7 7-6                        | Ray Ruffels                       | Geoff Masters Dick Crealy       | Mike Machette Hans-Jürgen Pohmann Mark Edmondson Ross Case    |
| 15 novembre | Philippine International 1976 Manila, Filippine 75 000 $ – Cemento – 47S/24D Singolare - Doppio            | Ross Case Geoff Masters 6–0, 6–1                 | Anand Amritraj Corrado Barazzutti | Geoff Masters Dick Crealy       | Mike Machette Hans-Jürgen Pohmann Mark Edmondson Ross Case    |
| 15 novembre | ATP San Paolo 1976 San Paolo, Brasile 50 000 $ – Sintetico indoor – 32S/16D Singolare - Doppio             | Guillermo Vilas 6-3 6-0                          | José Higueras                     | Jorge Andrew Thomaz Koch        | Belus Prajoux Víctor Pecci Ricardo Cano Adriano Panatta       |
| 15 novembre | ATP San Paolo 1976 San Paolo, Brasile 50 000 $ – Sintetico indoor – 32S/16D Singolare - Doppio             | Lito Álvarez Víctor Pecci 6-4, 3-6, 6-3          | Ricardo Cano Belus Prajoux        | Jorge Andrew Thomaz Koch        | Belus Prajoux Víctor Pecci Ricardo Cano Adriano Panatta       |
| 15 novembre | Wembley Championship 1976 Wembley, Gran Bretagna 125 000 $ – Sintetico indoor – 32S/16D Singolare - Doppio | Jimmy Connors 3-6 7-6 6-4                        | Roscoe Tanner                     | Brian Gottfried Wojciech Fibak  | Stan Smith Raúl Ramírez Tom Okker Ilie Năstase                |
| 15 novembre | Wembley Championship 1976 Wembley, Gran Bretagna 125 000 $ – Sintetico indoor – 32S/16D Singolare - Doppio | Stan Smith Roscoe Tanner 7-6, 6-3                | Wojciech Fibak Brian Gottfried    | Brian Gottfried Wojciech Fibak  | Stan Smith Raúl Ramírez Tom Okker Ilie Năstase                |
| 22 novembre | Indian Open 1976 Bangalore, India 50 000 $ – Terra rossa – 32S/16D Singolare - Doppio                      | Kim Warwick 6-1 6-2                              | Sashi Menon                       | Haroon Rahim Doug Crawford      | Bob Carmichael Alvin Gardiner Mike Cahill Ashok Amritraj      |
| 22 novembre | Indian Open 1976 Bangalore, India 50 000 $ – Terra rossa – 32S/16D Singolare - Doppio                      | Bob Carmichael Ray Ruffels 6–2, 7–6              | Chiradip Mukerjea Bhanu Nunna     | Haroon Rahim Doug Crawford      | Bob Carmichael Alvin Gardiner Mike Cahill Ashok Amritraj      |
| 22 novembre | ATP Buenos Aires 1976 Buenos Aires, Argentina 75 000 $ – Terra rossa – 32S/16D Singolare - Doppio          | Guillermo Vilas 6-2 6-2 6-3                      | Jaime Fillol                      | Paolo Bertolucci Thomaz Koch    | José Higueras Željko Franulović Víctor Pecci Ricardo Cano     |
| 22 novembre | ATP Buenos Aires 1976 Buenos Aires, Argentina 75 000 $ – Terra rossa – 32S/16D Singolare - Doppio          | Carlos Kirmayr Tito Vázquez 6–4, 7–5             | Ricardo Cano Belus Prajoux        | Paolo Bertolucci Thomaz Koch    | José Higueras Željko Franulović Víctor Pecci Ricardo Cano     |
| 22 novembre | South African Open 1976 Johannesburg, Sudafrica 150 000 $ – Cemento – 48S/24D/16XD Singolare - Doppio      | Harold Solomon 6-2 6-7 6-3 6-4                   | Brian Gottfried                   | Raúl Ramírez Stan Smith         | Cliff Richey Raymond Moore Roscoe Tanner Willem Prinsloo      |
| 22 novembre | South African Open 1976 Johannesburg, Sudafrica 150 000 $ – Cemento – 48S/24D/16XD Singolare - Doppio      | Brian Gottfried Sherwood Stewart 1-6 6-1 6-2 7-6 | Juan Gisbert Stan Smith           | Raúl Ramírez Stan Smith         | Cliff Richey Raymond Moore Roscoe Tanner Willem Prinsloo      |
| 29 novembre | Santiago Open 1976 Santiago, Cile 35 000 $ - Terra rossa Singolare - Doppio                                | José Higueras 5–7, 6–4, 6–4                      | Carlos Kirmayr                    | Belus Prajoux Hans Gildemeister | Jaime Fillol Patricio Cornejo Lito Álvarez Álvaro Fillol      |
| 29 novembre | Santiago Open 1976 Santiago, Cile 35 000 $ - Terra rossa Singolare - Doppio                                | Patricio Cornejo Hans Gildemeister 6–3, 7–6      | Lito Álvarez Belus Prajoux        | Belus Prajoux Hans Gildemeister | Jaime Fillol Patricio Cornejo Lito Álvarez Álvaro Fillol      |

### Dicembre
| Settimana  | Torneo | Vincitore                                            | Finalista                    | Semifinalisti                  | Eliminati ai quarti                                    |
| ---------- | --- | ---------------------------------------------------- | ---------------------------- | ------------------------------ | ------------------------------------------------------ |
| 5 dicembre | Commercial Union Assurance Masters 1976 Houston, Stati Uniti 130 000 $ – Sintetico indoor – 8S/4D Singolare - Doppio | Manuel Orantes 5–7, 6–2, 0–6, 7–6, 6–1               | Wojciech Fibak               | Harold Solomon Guillermo Vilas | Raúl Ramírez Brian Gottfried Roscoe Tanner Eddie Dibbs |
| 5 dicembre | Commercial Union Assurance Masters 1976 Houston, Stati Uniti 130 000 $ – Sintetico indoor – 8S/4D Singolare - Doppio | Fred McNair Sherwood Stewart 6–4, 5–7, 5–7, 6–4, 6–4 | Brian Gottfried Raúl Ramírez | Harold Solomon Guillermo Vilas | Raúl Ramírez Brian Gottfried Roscoe Tanner Eddie Dibbs |

## Distribuzione punti
| Categoria   | V   | F   | SF | QF | R16 | R32 | R64 |
| Grande Slam | 160 | 120 | 80 | 40 | 20  | 10  | 5   |
| Five-star   | 120 | 90  | 60 | 30 | 15  | 7   | 1   |
| Four-star   | 100 | 75  | 50 | 25 | 12  | 6   | −   |
| Three-star  | 80  | 60  | 40 | 20 | 10  | 5   | −   |
| Two-star    | 60  | 45  | 30 | 15 | 7   | 3   | −   |
| One-star    | 40  | 30  | 20 | 10 | 5   | −   | −   |

## Títoli per giocatori
| Totale | Giocatore           | Grande Slam | Grande Slam | Grande Slam | Grand Prix Masters | Grand Prix Masters | Five-star | Five-star | Four-star | Four-star | Three-star | Three-star | Two-star | Two-star | One-star | One-star | Totale | Totale | Totale |
| Totale | Giocatore           | S           | D           | M           | S                  | D                  | S         | D         | S         | D         | S          | D          | S        | D        | S        | D        | S      | D      | M      |
| ------ | ------------------- | ----------- | ----------- | ----------- | ------------------ | ------------------ | --------- | --------- | --------- | --------- | ---------- | ---------- | -------- | -------- | -------- | -------- | ------ | ------ | ------ |
| 12     | Raúl Ramírez        |             | 1           |             |                    |                    |           | 2         |           | 4         | 1          | 3          | 1        |          |          |          | 2      | 10     | 0      |
| 9      | Brian Gottfried     |             | 1           |             |                    |                    |           | 2         | 1         | 3         |            | 2          |          |          |          |          | 1      | 8      | 0      |
| 7      | Jimmy Connors       | 1           |             |             |                    |                    | 1         |           | 2         |           | 2          |            |          |          | 1        |          | 7      | 0      | 0      |
| 7      | Manuel Orantes      |             |             |             | 1                  |                    | 1         |           |           |           | 2          |            | 1        |          | 1        | 1        | 6      | 1      | 0      |
| 7      | Roscoe Tanner       |             |             |             |                    |                    |           |           | 1         | 2         | 2          |            | 1        |          |          | 1        | 4      | 3      | 0      |
| 6      | Fred McNair         |             | 1           |             |                    | 1                  |           |           |           |           |            | 2          |          | 1        |          | 1        | 0      | 6      | 0      |
| 6      | Wojciech Fibak      |             |             |             |                    |                    |           | 1         |           |           |            | 1          | 1        | 2        | 1        |          | 2      | 4      | 0      |
| 5      | Sherwood Stewart    |             | 1           |             |                    | 1                  |           | 1         |           |           |            | 2          |          |          |          |          | 0      | 5      | 0      |
| 5      | Bob Hewitt          |             |             |             |                    |                    |           | 2         |           | 1         |            |            |          |          |          | 2        | 0      | 4      | 1      |
| 4      | Frew McMillan       |             |             | 1           |                    |                    |           | 1         |           |           |            |            |          |          |          | 2        | 0      | 3      | 1      |
| 3      | Björn Borg          | 1           |             |             |                    |                    |           |           | 1         |           |            |            | 1        |          |          |          | 3      | 0      | 0      |
| 3      | Marty Riessen       |             | 1           |             |                    |                    |           |           |           |           |            |            |          |          |          | 2        | 0      | 3      | 0      |
| 3      | Kim Warwick         |             |             | 1           |                    |                    |           |           |           |           |            |            |          |          | 1        | 1        | 1      | 1      | 1      |
| 3      | Harold Solomon      |             |             |             |                    |                    | 1         |           | 1         |           | 1          |            |          |          |          |          | 3      | 0      | 0      |
| 3      | Stan Smith          |             |             |             |                    |                    |           |           |           | 2         |            | 1          |          |          |          |          | 0      | 3      | 0      |
| 3      | Guillermo Vilas     |             |             |             |                    |                    |           |           | 1         |           |            |            | 1        |          | 1        |          | 3      | 0      | 0      |
| 3      | Ray Ruffels         |             |             |             |                    |                    |           |           |           | 1         |            |            |          |          | 1        | 1        | 1      | 2      | 0      |
| 2      | Tony Roche          |             | 1           | 1           |                    |                    |           |           |           |           |            |            |          |          |          |          | 0      | 1      | 1      |
| 2      | Adriano Panatta     | 1           |             |             |                    |                    |           |           | 1         |           |            |            |          |          |          |          | 2      | 0      | 0      |
| 2      | Mark Edmondson      | 1           |             |             |                    |                    |           |           |           |           |            |            |          |          | 1        |          | 2      | 0      | 0      |
| 2      | Tom Okker           |             | 1           |             |                    |                    |           |           |           |           |            |            |          |          |          | 1        | 0      | 2      | 0      |
| 2      | Allan Stone         |             |             |             |                    |                    |           |           |           | 1         |            | 1          |          |          |          |          | 0      | 2      | 0      |
| 2      | Geoff Masters       |             |             |             |                    |                    |           |           | 1         |           |            |            |          | 1        |          |          | 1      | 1      | 0      |
| 2      | Brian Fairlie       |             |             |             |                    |                    |           |           |           | 1         |            |            | 1        |          |          |          | 1      | 1      | 0      |
| 2      | Dick Stockton       |             |             |             |                    |                    |           |           |           | 1         |            |            |          |          |          | 1        | 0      | 2      | 0      |
| 2      | Ken Rosewall        |             |             |             |                    |                    |           |           |           |           |            | 1          | 1        |          |          |          | 1      | 1      | 0      |
| 2      | Eddie Dibbs         |             |             |             |                    |                    |           |           |           |           | 1          |            |          |          | 1        |          | 2      | 0      | 0      |
| 2      | Ilie Năstase        |             |             |             |                    |                    |           |           |           |           | 1          |            |          |          | 1        |          | 2      | 0      | 0      |
| 2      | Bob Carmichael      |             |             |             |                    |                    |           |           |           |           |            | 1          |          |          |          | 1        | 0      | 2      | 0      |
| 2      | Víctor Pecci        |             |             |             |                    |                    |           |           |           |           |            |            |          |          | 1        | 1        | 1      | 1      | 0      |
| 1      | John Newcombe       |             | 1           |             |                    |                    |           |           |           |           |            |            |          |          |          |          | 0      | 1      | 0      |
| 1      | Mark Cox            |             |             |             |                    |                    | 1         |           |           |           |            |            |          |          |          |          | 1      | 0      | 0      |
| 1      | Byron Bertram       |             |             |             |                    |                    |           |           |           | 1         |            |            |          |          |          |          | 0      | 1      | 0      |
| 1      | Pat Cramer          |             |             |             |                    |                    |           |           |           | 1         |            |            |          |          |          |          | 0      | 1      | 0      |
| 1      | Ismail El Shafei    |             |             |             |                    |                    |           |           |           | 1         |            |            |          |          |          |          | 0      | 1      | 0      |
| 1      | Bob Lutz            |             |             |             |                    |                    |           |           |           | 1         |            |            |          |          |          |          | 0      | 1      | 0      |
| 1      | Antonio Zugarelli   |             |             |             |                    |                    |           |           |           |           | 1          |            |          |          |          |          | 1      | 0      | 0      |
| 1      | David Lloyd         |             |             |             |                    |                    |           |           |           |           |            | 1          |          |          |          |          | 0      | 1      | 0      |
| 1      | John Lloyd          |             |             |             |                    |                    |           |           |           |           |            | 1          |          |          |          |          | 0      | 1      | 0      |
| 1      | Raymond Moore       |             |             |             |                    |                    |           |           |           |           |            | 1          |          |          |          |          | 0      | 1      | 0      |
| 1      | Erik Van Dillen     |             |             |             |                    |                    |           |           |           |           |            | 1          |          |          |          |          | 0      | 1      | 0      |
| 1      | William Brown       |             |             |             |                    |                    |           |           |           |           |            |            |          | 1        |          |          | 0      | 1      | 0      |
| 1      | Ross Case           |             |             |             |                    |                    |           |           |           |           |            |            |          | 1        |          |          | 0      | 1      | 0      |
| 1      | Jürgen Fassbender   |             |             |             |                    |                    |           |           |           |           |            |            |          | 1        |          |          | 0      | 1      | 0      |
| 1      | Jiří Hřebec         |             |             |             |                    |                    |           |           |           |           |            |            |          | 1        |          |          | 0      | 1      | 0      |
| 1      | Carlos Kirmayr      |             |             |             |                    |                    |           |           |           |           |            |            |          | 1        |          |          | 0      | 1      | 0      |
| 1      | Jan Kodeš           |             |             |             |                    |                    |           |           |           |           |            |            |          | 1        |          |          | 0      | 1      | 0      |
| 1      | Karl Meiler         |             |             |             |                    |                    |           |           |           |           |            |            |          | 1        |          |          | 0      | 1      | 0      |
| 1      | Hank Pfister        |             |             |             |                    |                    |           |           |           |           |            |            |          | 1        |          |          | 0      | 1      | 0      |
| 1      | Hans-Jürgen Pohmann |             |             |             |                    |                    |           |           |           |           |            |            |          | 1        |          |          | 0      | 1      | 0      |
| 1      | Brian Teacher       |             |             |             |                    |                    |           |           |           |           |            |            |          | 1        |          |          | 0      | 1      | 0      |
| 1      | Tito Vázquez        |             |             |             |                    |                    |           |           |           |           |            |            |          | 1        |          |          | 0      | 1      | 0      |
| 1      | Butch Walts         |             |             |             |                    |                    |           |           |           |           |            |            |          | 1        |          |          | 0      | 1      | 0      |
| 1      | Colin Dowdeswell    |             |             |             |                    |                    |           |           |           |           |            |            |          | 1        |          |          | 0      | 0      | 1      |
| 1      | Cliff Richey        |             |             |             |                    |                    |           |           |           |           |            |            |          |          | 1        |          | 1      | 0      | 0      |
| 1      | Balázs Taróczy      |             |             |             |                    |                    |           |           |           |           |            |            |          |          | 1        |          | 1      | 0      | 0      |
| 1      | Lito Álvarez        |             |             |             |                    |                    |           |           |           |           |            |            |          |          |          | 1        | 0      | 1      | 0      |
| 1      | Syd Ball            |             |             |             |                    |                    |           |           |           |           |            |            |          |          |          | 1        | 0      | 1      | 0      |
| 1      | Mike Cahill         |             |             |             |                    |                    |           |           |           |           |            |            |          |          |          | 1        | 0      | 1      | 0      |
| 1      | Ricardo Cano        |             |             |             |                    |                    |           |           |           |           |            |            |          |          |          | 1        | 0      | 1      | 0      |
| 1      | Patricio Cornejo    |             |             |             |                    |                    |           |           |           |           |            |            |          |          |          | 1        | 0      | 1      | 0      |
| 1      | Juan Gisbert        |             |             |             |                    |                    |           |           |           |           |            |            |          |          |          | 1        | 0      | 1      | 0      |
| 1      | Julien Munoz        |             |             |             |                    |                    |           |           |           |           |            |            |          |          |          | 1        | 0      | 1      | 0      |
| 1      | Belus Prajoux       |             |             |             |                    |                    |           |           |           |           |            |            |          |          |          | 1        | 0      | 1      | 0      |
| 1      | John Whitlinger     |             |             |             |                    |                    |           |           |           |           |            |            |          |          |          | 1        | 0      | 1      | 0      |